# Токі-пона
Токі-пона — коренева штучна мова, проєкт якої вперше був опублікований у мережі 2001 року, а 2014 року вийшла повна книга «Токі-пона — мова добра». Мову розробила канадська перекладачка та мовознавиця Соня Ланґ (попереднє ім'я — Соня Елен Кіса).
Токі-пона є мінімальною мовою. Як і піджини, вона ґрунтується на простих концептах та елементах, що є універсальними з-поміж різних культур. Ланґ розробила токі-пону так, аби можна було передати якнайбільше сенсу через якнайменшу складність. Мова передається 14 фонемами та складається зі 123 кореневих слів, і не розроблялась для ролі міжнародної допоміжної мови. На мінімалістичну природу мови розробницю надихнула, з-поміж іншого, даосистська філософія.
Мова має на меті видозмінювати мисленнєві процеси її носіїв за типом гіпотези Сепіра — Ворфа та в стилі дзен.

## Етимологія
Назва мови складається зі слів toki (мова), що походить від ток-пісінського toki, запозиченого від англійського talk (розмова); та pona (добрий/простий), що походить від есперантського слова bona (добрий), запозиченого від латинського bonus.

## Призначення
Канадська мовознавиця Соня Ланґ почала розробляти мову токі-пона як спосіб спростити свої думки під час періодів депресії.
Однією з головних цілей мови є орієнтація на мінімалізм. Мова створена для вираження максимального значення з мінімальною складністю. Подібно до піджину, токі-пона зосереджена на простих поняттях і елементах, які є майже універсальними серед усіх культур. Мова має мінімальний словниковий запас і 14 фонем, які легко вимовляти носіям різних мов.
Інша мета, частково натхненна даоською філософією, полягає в тому, щоб допомогти її носіям зосередитися на головному, зводячи складні поняття до основних елементів. З цих простих уявлень шляхом простого комбінування можна будувати складніші ідеї. Це дозволяє користувачам токі-пони побачити фундаментальний характер і ефект висловлених ідей.
Відповідно до гіпотези Сепіра–Ворфа, яка стверджує, що мова впливає на те, як люди, які її носії, думають і поводяться, токі-пона розроблена, щоб спонукати до позитивного мислення.
Інша мета мови полягає в тому, щоб мовці усвідомлювали поточний момент і звертали більше уваги на оточення та слова, які люди вживають.
Незважаючи на те, що мова не була створена як міжнародна допоміжна мова, всесвітня онлайн-спільнота використовує її для спілкування.

## Історія
Рання версія мови була опублікована в Інтернеті в 2001 році Сонею Ланґ, і вона швидко набула популярності. Рання діяльність проводилася на сайті Yahoo! Groups. Члени групи обговорювали мову на англійській мові, есперанто та, відповідно на мові токі-пона, пропонували зміни та говорили про ресурси на сайті tokipona.org. На піку кількості учасників група налічувала трохи більше 500 учасників. Повідомлення в групі були заархівовані на форумі про токі-пону за допомогою phpBB. У 2014 році Ланґ випустила свою першу книгу про цю мову «Toki-pona: The Language of Good», яка містить сто двадцять слів і три синоніми та надає завершену форму мови на основі того, як Ланг використовувала мову в той час. У 2016 році книгу було видано французькою мовою.
У 2008 році заявку на код ISO 639-3 було відхилено, з поясненням про те, що мова є занадто молодою. Ще один запит було відхилено в 2018 році, оскільки ця мова «не використовується в різних сферах або для спілкування в спільноті, яка включає людей різного віку». Третій запит було подано в серпні 2021 року, і з рештою код ISO 639-3 «tok» було прийнято в січні 2022 року.
Токі-пона була предметом деяких наукових робіт, мова також використовувалася для штучного інтелекту та програмних засобів, а також як терапевтичний метод для усунення негативного мислення. У 2010 році мову було обрано для першої версії словника для проєкту ROILA. Мета дослідження полягала в тому, щоб дослідити використання штучної мови на точність машинного розпізнавання мови, і було виявлено, що модифікований словниковий запас токі-пони значно перевершує англійську.
У 2015 році ютубер jan Misali завантажив серіал під назвою 12 days of sona pi мовою токі-пона, який виявився впливовим і був рекомендований як інструмент для навчання творцем sitelen sitelen (ієроґліфічної системи письма для токі-пони) Джонатаном Гейбелом.
У 2021 році Соня Ланґ випустила свою другу книгу «Словник токі-пони» — словник, що містить понад 11 000 записів із детальним описом використання мови, зібраних нею під час опитувань, проведених на Discord-сервері ma pona pi мовою токі-пона протягом кількох місяців.

## Фонологія
Токі-пона має дев'ять приголосних (/p, t, k, s, m, n, l, j, w/) і п'ять голосних звуків (/a, e, i, o, u/). Наголос падає на перший склад слова і відзначається збільшенням його гучності, довжини та висоти. У мові немає дифтонгів, перерви між голосними, контрастної довжини голосних, сполучень приголосних (крім тих, що починаються з носових) або тонів. Її фонологія та фонотактика сумісні з більшістю людських мов і є простими у використанні.

### Приголосні
|              | Губні | Передньоязикові | Середньоязикові |
| ------------ | ----- | --------------- | --------------- |
| Носові       | m     | n               |                 |
| Проривні     | p     | t               | k               |
| Фрикативні   |       | s               |                 |
| Апроксиманти | w     | l               | j               |

### Голосні
|                     | Передні | Задні |
| ------------------- | ------- | ----- |
| Високого підняття   | i       | u     |
| Середнього підняття | e       | o     |
| Низького підняття   | a       | a     |

### Розподіл
Статистичний розподіл голосних є досить типовим у порівнянні з іншими мовами. Підраховуючи кожен корінь один раз, 32 % голосних — це /a/, 25 % — /i/, /e/ та /o/ трохи більше 15 % кожен, і 10 % — /u/. Частота у вибірці текстів розміром 10 Кбайт була дещо більш викривленою: 34 % /a/, 30 % /i/, по 15 % /e/ та /o/ та 6 % /u/.
З приголосних на початку складу найпоширенішим звуком є /l/ — 20 %; /k, s, p/ становлять понад 10 %, потім йдуть носові /m, n/, а найменш поширеними, є /t, w, j/, вони становлять трохи більше 5 % кожен. Висока частота /l/ і низька частота /t/ є дещо незвичною серед натуральних мов світу.

### Структура складів
Склади мають форму (П)Г(Н), тобто необов'язковий приголосний + голосний + необов'язковий кінцевий носовий приголосний, також є форми Г, ПГ, ГН, ПГН. Приголосний є обов'язковим у всіх складах, які не є початковими. Як і в більшості мов, ПГ є найпоширенішою формою, таким чином утворені 75 % слів. Форми Г і ПГН складають кожна приблизно по 10 %, тоді як всього 5 слів мають склади ГН (2 %).
Більшість коренів (70 %) двоскладові; близько 20 % односкладових і 10 % трискладових. Подібний розподіл є звичним для багатьох реальних мов і нагадує полінезійські мови.

### Фонотактика
Не допускаються послідовності звуків: */ji, wu, wo, ti/, також кінцевий носовий склад не може стояти перед /m/ або /n/ у тому самому корені.
Власні назви зазвичай перетворюються на присвійні прикметники за допомогою набору вказівок. Рідна вимова токі-пони береться за основу для подальшого словоутворення. Таким чином, Англія або Англійська мова стає Inli, а Джон стає San.

## Писемність

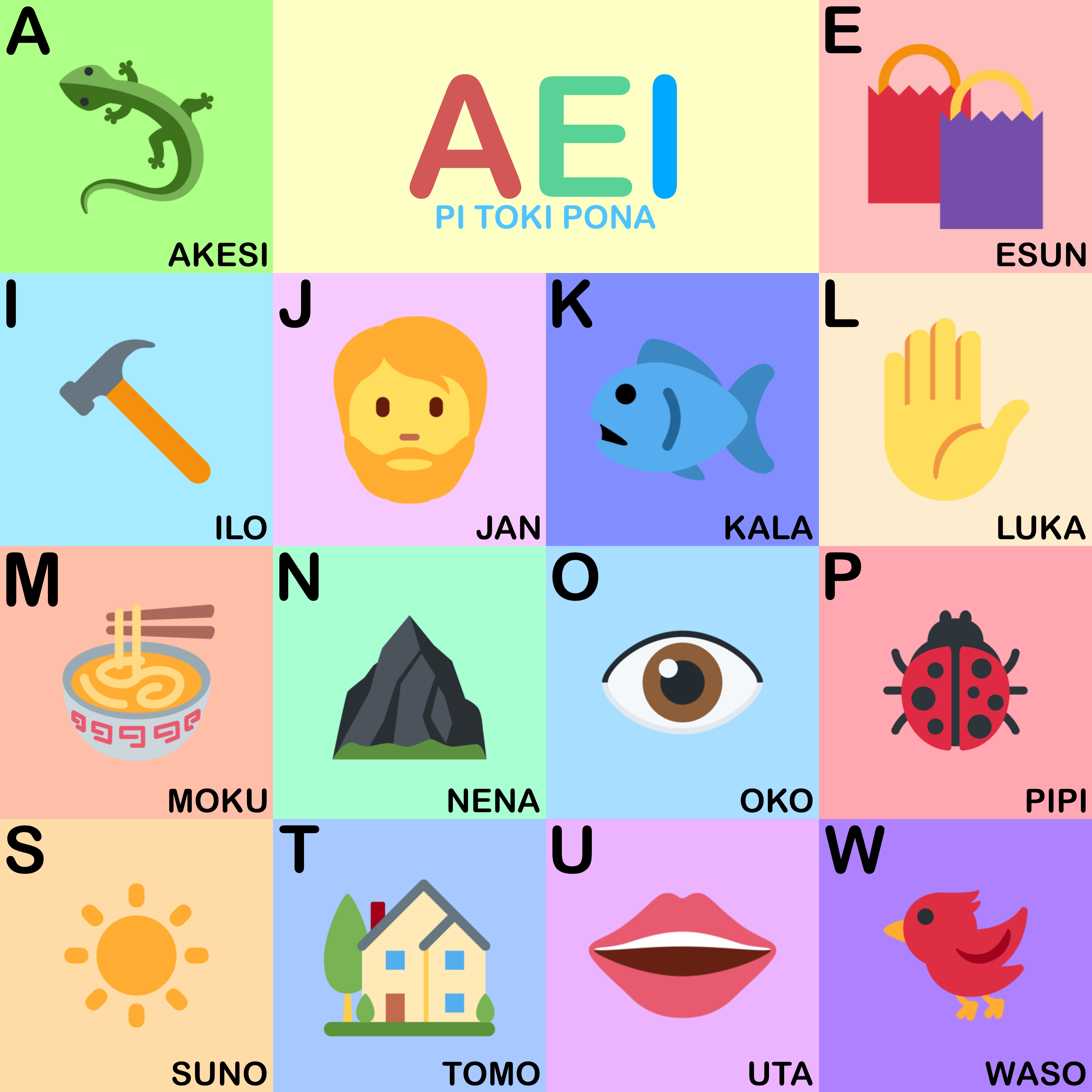
Латинська абетка токі-пони

Для запису мови використовуються чотирнадцять латинських літер: a, e, i, j, k, l, m, n, o, p, s, t, u, w. Вони мають ті самі значення, що й у міжнародному фонетичному алфавіті: j звучить як українська літера Йот, а голосні нагадують собою голосні в іспанській та грецькій мовах та сучасному івриті. Великі літери використовуються для власних назв, тоді як корені токі-пона завжди пишуться з малої літери, навіть якщо вони стоять на початку речення. Крім латинського алфавіту, який є найпоширенішим способом написання мови, багато альтернативних систем письма були розроблені спеціально для токі-пони. Найбільш успішними і поширеними є дві логографічні системи письма sitelen pona і sitelen sitelen. Обидва увійшли до книги «Toki-pona: The Language of Good».

### sitelen pona

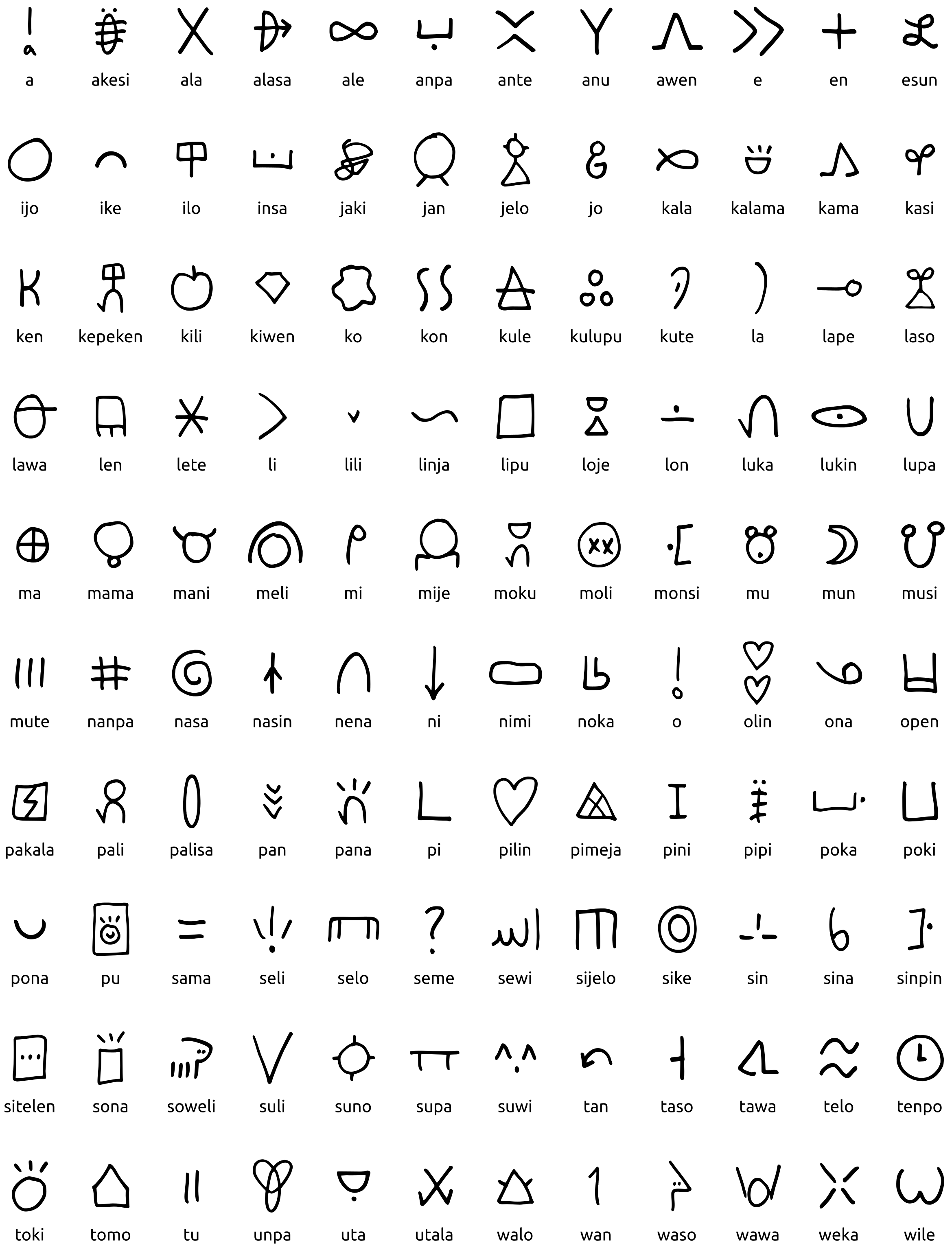
Ієрогліфи sitelen pona

Система письма sitelen pona («добре/просте письмо/малювання») була розроблена як альтернативна система письма самою Сонею Ланґ і вперше опублікована в її книзі «Toki-pona: The Language of Good» у 2014 році. У ній існують окремі символи для кожного слова. Вона була описана як «ієрогліфічне письмо, що використовує завивки та інші дитячі фігури». Власні назви записуються всередині символу, схожого на картуш, за допомогою ряду символів, де кожен символ позначає першу літеру свого слова. Символи, що представляють один прикметник, можуть бути написані всередині або над символом попереднього слова, яке вони змінюють. Символ мови  записується sitelen pona, а символ (pona) пишеться всередині символу (toki).

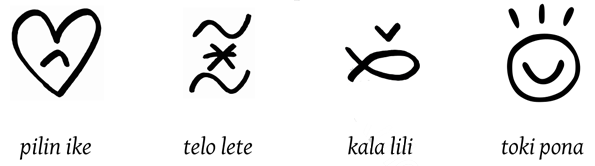
Модифіковані символи sitelen pona

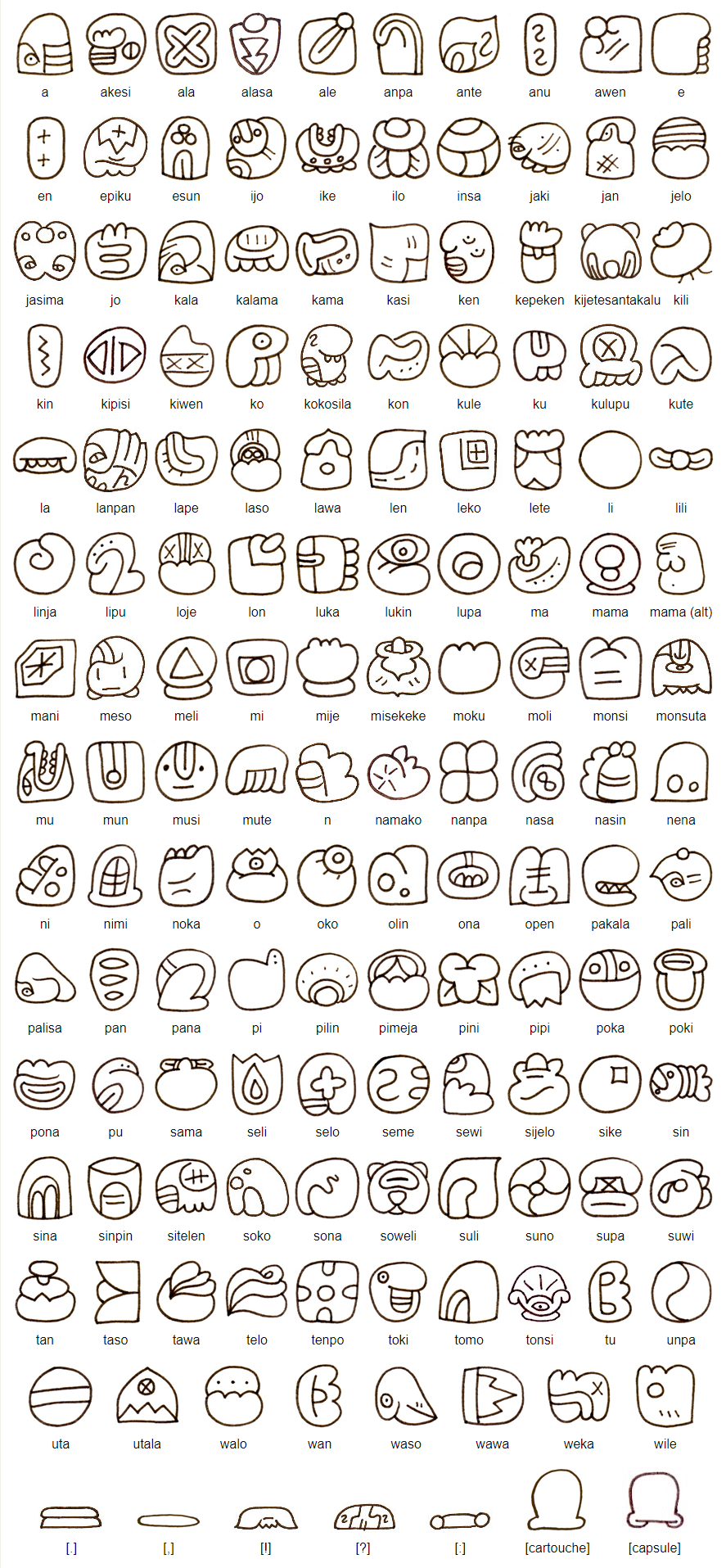
Символи sitelen sitelen

У серпні 2021 року sitelen pona було запропоновано включити до реєстру Unicode Under-ConScript для розміщення в локації U+F1900..U+F1AFF.

### sitelen sitelen
Система письма sitelen sitelen («мальоване письмо»), також відома як sitelen suwi («миле письмо»), була створена Джонатаном Гейбелом. Ця більш складна нелінійна система використовує два окремі методи для утворення слів: логограми, що представляють слова, та буквено-складовий алфавіт для написання складів (особливо для власних назв). Складний майстерний дизайн ієрогліфів вибрано, щоб уповільнити темп і дослідити, як не лише мова, а й спосіб спілкування може впливати на їхнє мислення.
Загальна естетика sitelen sitelen була натхненна художниками коміксів із західного узбережжя США, такими як Джим Вудрінг, і художниками графіті зі східного узбережжя США, такими як Кенні Шарф. Дизайн багатьох окремих ієрогліфів натхненний ієрогліфами та принципами різних систем письма, зокрема єгипетськими ієрогліфами, китайськими ієрогліфами, письмом майя, ієрогліфічним письмом Miꞌkmaw, символами донгба, а також ранніми язичницькими та християнськими знаками та символами.

## Приклади

### Вавилонська вежа[19]
jan ali li kepeken e toki sama. jan li kama tan nasin pi kama suno li kama tawa ma Sinale li awen lon ni. jan li toki e ni: «o kama! mi mute o pali e kiwen. o seli e ona». jan mute li toki e ni: «o kama! mi mute o pali e tomo mute e tomo palisa suli. sewi pi tomo palisa li lon sewi kon. nimi pi mi mute o kama suli! mi wile ala e ni: mi mute li lon ma ante mute». jan sewi Jawe li kama anpa li lukin e ma tomo e tomo palisa. jan sewi Jawe li toki e ni: «jan li lon ma wan li kepeken e toki sama li pali e tomo palisa. tenpo ni la ona li ken pali e ijo ike mute. mi wile tawa anpa li wile pakala e toki pi jan mute ni. mi wile e ni: jan li sona ala e toki pi jan ante». jan sewi Jawe li kama e ni: jan li lon ma mute li ken ala pali e tomo. nimi pi ma tomo ni li Pape tan ni: jan sewi Jawe li pakala e toki pi jan ali. jan sewi Jawe li tawa e jan tawa ma mute tan ma tomo Pape

### Перша стаття загальної декларації прав людини
| Токі-пона | Українська |
| --- | --- |
| jan ali li kama lon nasin ni: ona li ken tawa li ken pali. jan ali li kama lon sama. jan ali li jo e ken pi pilin suli. jan ali li ken pali e wile pona ona. jan ali li jo e ken pi sona pona e ken pi pali pona. jan ali li wile pali nasin ni: ona li jan pona pi jan ante | Всі люди народжуються вільними і рівними у своїй гідності та правах. Вони наділені розумом і совістю і повинні діяти стосовно один до одного в дусі братерства. |